# 56000 Mesopotamia
56000 Mesopotamia este un asteroid din centura principală de asteroizi.

## Descriere
56000 Mesopotamia este un asteroid din centura principală de asteroizi. A fost descoperit pe 20 septembrie 1998 la Observatorul La Silla de Eric Walter Elst. Asteroidul prezintă o orbită caracterizată de o semiaxă mare de 2,37 ua, o excentricitate de 0,17 și o înclinație de 8,4° în raport cu ecliptica.